# Foros
Ne doit pas être confondu avec Forros.
Foros (en ukrainien et russe : Форос ; en tatar de Crimée : Foros ; en grec ancien : Φάρος, Phàros) est une commune urbaine et une station balnéaire de république autonome de Crimée, en Ukraine, occupée par la Russie depuis 2014, intégrée à la municipalité de Yalta. Sa population s'élevait à 1 994 habitants en 2013.

## Géographie
Foros est située à 6 km à l'est du cap Sarytch, le point le plus au sud de la péninsule de Crimée, et à 32 km au sud-ouest de Yalta.

## Histoire

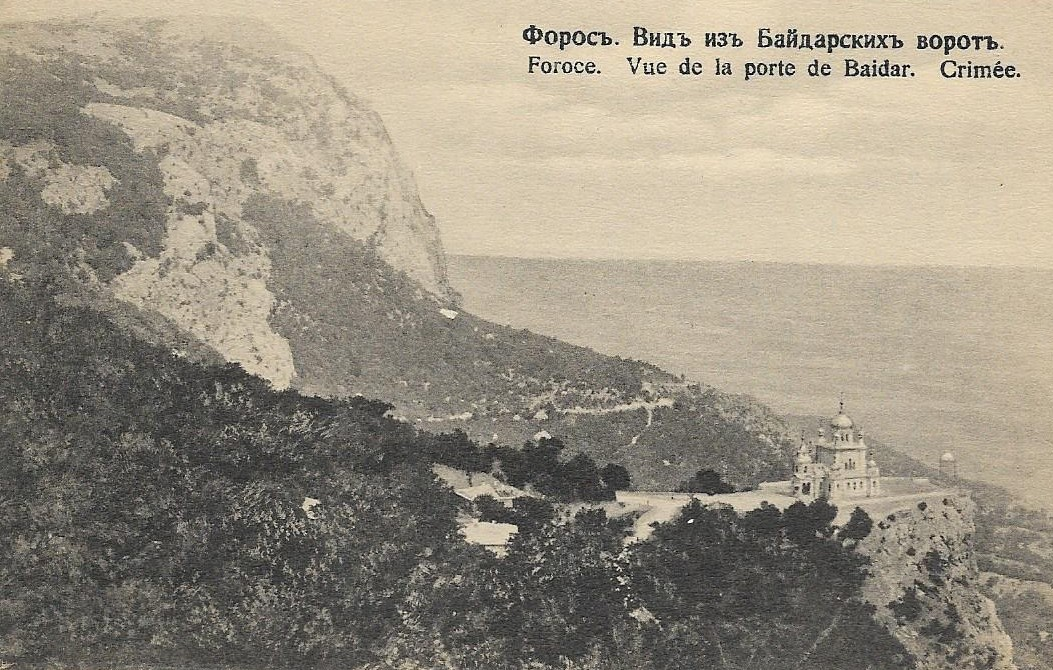
Foros, carte postale ancienne de 1910, vue de la porte de Baydar avec l'église de la Résurrection (Foros).

La bourgade fut l'un des ports de la principauté de Théodoros, au Moyen Âge. Son nom signifie taxe, impôt en grec. Elle fut ruinée en 1475 par l'Empire ottoman et repeuplée à la fin du XIXe siècle par Alexandre Kouznetsov, un « roi du thé » russe, qui avait construit son palais sur ce site en bord de la mer Noire. C'est Kouznetsov qui fit réaliser le principal monument historique de la ville, l'église de la Résurrection, qui marque le retour du christianisme orthodoxe en ce lieu après plus de trois siècles de domination turque. Cette spectaculaire œuvre d'architecture, ornée de cinq coupoles, se dresse sur une falaise de 400 mètres de haut et surplombe Foros.
Foros a le statut de commune urbaine depuis 1962. Elle est administrativement rattachée à la ville de Yalta.
Les dirigeants soviétiques séjournaient dans plusieurs datchas de l'État construites près de Foros. L'une d'elles fut l'objet de l'attention internationale en 1991, lorsque Mikhaïl Gorbatchev y fut placé en résidence surveillée au cours de la tentative de coup d'État contre son régime. Peu après, la ville échut à l'Ukraine lors de la dislocation de l'URSS, mais au printemps 2014 elle se trouva à nouveau de facto rattachée à la Russie, après le référendum d'autodétermination du 16 mars 2014 ; même si de jure la communauté internationale la considère encore comme ukrainienne.

## Population

### Démographie
Recensements (*) ou estimations de la population :
| 1805 | 1926* | 1970* | 1979* | 1989* |
| ---- | ----- | ----- | ----- | ----- |
| 79   | 279   | 1 293 | 2 073 | 2 810 |

| 2001* | 2009  | 2011  | 2012  | 2013  |
| ----- | ----- | ----- | ----- | ----- |
| 2 166 | 1 959 | 1 978 | 1 982 | 1 994 |

| 2014  | 2016  | - | - | - |
| ----- | ----- | - | - | - |
| 1 844 | 1 889 | - | - | - |

### Nationalités
En 1805, les 79 habitants de l'actuelle Foros étaient tous des Tatars de Crimée. En 1926, on recensa 279 habitants, dont 227 Russes, 21 Ukrainiens, 9 Grecs pontiques, 7 Juifs, 3 Bulgares et un seul Tatar de Crimée.

## Galerie
|  |  |